# Vikersund

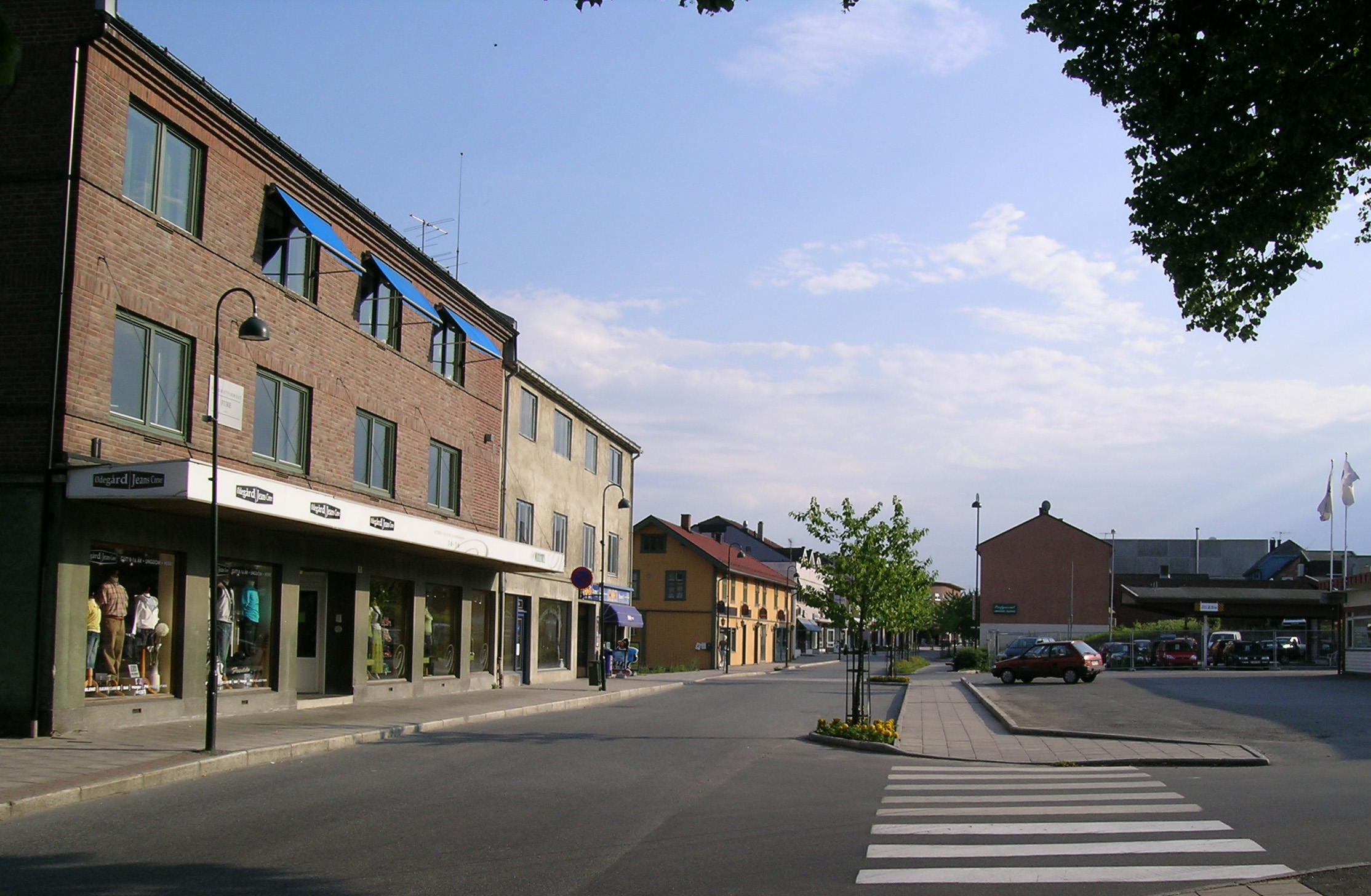
centre de Vikersund

Vikersund est un village norvégien situé dans la commune de Modum dans le comté de Buskerud. Vikersund est le centre administratif de Modum et compte, au 1<er>janvier 2012, 2926 habitants.
Vikersund se situe à 30 kilomètres au sud de Hønefoss et à 40 kilomètres au nord-ouest de Drammen. La route 35 passe par Vikersund. La gare de Vikersund est desservie par les lignes de Bergen et de Randsjord. C'est aussi la gare de départ de la plus longue ligne de chemin de fer transformée en musée, jusqu'à Krøderen : la Krøderbanen.

## Tremplin
Vikersund est renommée pour son tremplin de vol à ski, le Vikersundbakken sur lequel a été battu le record du monde de vol à ski le 15 février 2015 à 251,5 mètres.

## Sources
- (no) Cet article est partiellement ou en totalité issu de l’article de Wikipédia en norvégien intitulé « Vikersund » (voir la liste des auteurs).

- (no) Cet article est partiellement ou en totalité issu de l’article de Wikipédia en norvégien intitulé « Vikersundbakken » (voir la liste des auteurs).